# Jákfalva
Jákfalva község Borsod-Abaúj-Zemplén vármegye Putnoki járásában.

## Fekvése
A megye északnyugati részén helyezkedik el, Miskolctól mintegy 35 kilométerre északnyugatra. A környező települések: észak felől Felsőkelecsény, kelet felől Felsőnyárád (3 km), dél felől Sajókaza (11 km), nyugat felől pedig Dövény (2 km); a legközelebbi városok:  Rudabánya (8 km) és Kazincbarcika (kb. 15 km).

### Megközelítése
Csak közúton érhető el, Felsőnyárád vagy Dövény érintésével, a 2605-ös úton.

## Közélete

### Polgármesterei
- 1990–1994: Sliz Attila (független)[3]
- 1994–1998: Sliz Attila (független)[4]
- 1998–2002: Sliz Attila (független)[5]
- 2002–2006: Vilcsek Ernő (független)[6]
- 2006–2010: Vilcsek Ernő (független)[7]
- 2010–2014: Vilcsek Ernő (független)[8]
- 2014–2019: Vilcsek Ernő (független)[9]
- 2019–2024: Vilcsek Ernő (független)[10]
- 2024– : Szajkó Roland (független)[1]

## Népesség
A település népességének változása:
| Lakosok száma | 541  | 549  | 544  | 448  | 473  | 472  | 480  |
|               | 2013 | 2014 | 2015 | 2021 | 2022 | 2023 | 2024 |

2001-ben a település lakosságának 98%-a magyar, 2%-a cigány nemzetiségűnek vallotta magát.
A 2011-es népszámlálás során a lakosok 91,4%-a magyarnak, 24,5% cigánynak, 0,2% németnek, 0,2% szlováknak mondta magát (8,6% nem nyilatkozott; a kettős identitások miatt a végösszeg nagyobb lehet 100%-nál). A vallási megoszlás a következő volt: római katolikus 40,6%, református 25%, görögkatolikus 2%, evangélikus 2%, felekezeten kívüli 4,9% (22,5% nem válaszolt).
2022-ben a lakosság 97,9%-a vallotta magát magyarnak, 12,7% cigánynak, 0,2% németnek, 1,5% egyéb, nem hazai nemzetiségűnek (2,1% nem nyilatkozott; a kettős identitások miatt a végösszeg nagyobb lehet 100%-nál). Vallásuk szerint 27,7% volt római katolikus, 18,8% református, 0,6% görög katolikus, 5,1% egyéb keresztény, 1,5% evangélikus, 2,1% felekezeten kívüli (43,6% nem válaszolt).

## Látnivalói
- Templom
- Kastélykert